# Maty
Maty es una empresa francesa creada en 1951 en Besanzón, dedicada fundamentalmente a la venta por correspondencia de productos de relojería y de joyería. Forma parte del Grupo de empresas Gemafi. 

## Historia
Su fundador, Gérard Mantion, natural de Besanzón, inició la venta por correo en 1951, a la edad de 24 años. Besanzón era en aquella época la capital de la relojería francesa. La nueva empresa de Mantion, denominada Maty, se instaló en un pequeño local de la calle Jeanneney. Al carecer de medios para abrir una tienda, Gérard Mantion y su esposa Elyane decidieron dedicarse a la venta por correo, publicando un primer catálogo de 12 páginas, que presentaba 67 modelos de relojes para hombre y mujer. La firma se dio a conocer gracias a los anuncios clasificados colocados en una revista especializada en el mundo de la caza, Le Chasseur français. Posteriormente, se ofrecerían joyas además de relojes.

## Números y marcadores
Maty es la parte comercial (venta por catálogo y distribución de joyería) de un grupo de empresas que cuenta con 800 empleados en total, y cuyo holding es la empresa GEMAFI.
En 2005, la empresa ocupó el primer lugar en Europa en la venta de joyas por correspondencia.
Posee más de 2 millones de clientes y procesa más de 7.000 pedidos al día.